# Giuseppe Demachi
Giuseppe Demachi, né le 7 juin 1732 à Alessandria dans le Piémont et mort vers 1791 à Londres dans le Royaume de Grande-Bretagne, est un violoniste et compositeur italien de musique classique.

## Biographie
Giuseppe Demachi est né le 7 juin 1732 à Alessandria, surnommée « Alexandrie de la Paille », dans le Piémont,,,, alors intégré au royaume de Sardaigne.
Après une formation dans sa ville natale, Demachi travaille de 1763 à 1765 comme premier violon de la chapelle musicale de la cathédrale d'Alessandria,,.
Vers 1769, il travaille pour la musique du roi de Sardaigne, comme l'atteste la quatrième édition de l'inventaire de Johann Gottlob Immanuel Breitkopf, parue en 1770,.
En 1771, Giuseppe Demachi s'installe à Genève en tant que premier violon de l'orchestre Concerto di Ginevra de la Société de Musique,,.
Il travaille ensuite jusqu'en 1776 comme compositeur de l'orchestre le comte Sannazzaro à Casale Monferrato,,.
En 1779, Giuseppe Demachi devient maestro di capella à l'orchestre de la cour de Caroline de Nassau-Weilburg (Caroline d'Orange-Nassau) à Kirchheimbolanden dans le Palatinat du Rhin,, où la vie artistique était florissante, en particulier la musique de cour, l'enfant chéri de Caroline d'Orange-Nassau, sous la direction des maîtres de concert Breunig, Rothfischer, Demachi, Neubauer et l'Eveque. Suivant Schubart, cité par Heinrich Lehmacher qui a fait l'historique de la Cour de Nassau-Weilburg, les musiciens de l'orchestre n'étaient pas des virtuoses mais l'ensemble était homogène et, d'après le témoignage de solistes invités, meilleur que dans des Cours plus grandes.
En 1791, il meurt peu de temps après être arrivé à Londres pour s'y produire comme soliste dans des concerts publics>.

## Œuvre
- 1769 : Ordinaire de la Musique du Roy de Sardaigne, Six sonates, à violon seul et basse, op. 1[5] ;

- Sei Duetti a due Violini[8] ;

- Sei Trio a tre Violini, op. 5 (Genève)[9] ;

- Sei Quartetti overo Concertini per Violino princ. due Violini di accompagn. e Violone, op. 9[10] ;

- Simphonie concertante pour deux violons, violoncelle concert., deux violons ripieno, alto, basso, les hautbois et cors de chasse ad lib., op. 10[11] ;

- Trois divertissements pour deux mandolines avec accompagnement d'une basse ad lib., op. 13[12] ;

- Concerto a Violino principale e accompagnato da due Violini, due Viole, Basso, Oboe e Corni ad libitum, op. 13[12] ;

- Trois trios dialogués pour trois flûtes ou violons, op. 14[13] ;

- Deuxième Concerto a Violino principale e accompagnato da due Violini, due Viole, Basso, Oboe e Corni ad libitum, op. 16.

## Enregistrement
- Mozart und die hofmusik in Kirchheimbolanden, Kurpfälzisches Kammerorchester, dir. Hans Oskar Koch (label Unisono)[14]